# بابلو لونا
بابلو لونا (بالإسبانية: Pablo Luna)‏ (15 أبريل 1958 بمدينة مكسيكو في المكسيك - ) هو مدرب كرة قدم ولاعب كرة قدم مكسيكي في مركز الدفاع. لعب مع نادي أونيفرسيداد ناسيونال ونادي سان لويس ونادي نيكاكسا وكوبراز إنديوز دي سيوداد خواريز ‏.

## وصلات خارجية
- بابلو لونا على موقع قاعدة بيانات كرة القدم.إي يو (الإنجليزية)